# Hàm Nghi
Kaiser Hàm Nghi (Hán tự: 咸宜; * 3. August 1871 in Huế; † 14. Januar 1944 in El Biar, Algerien) war der achte Kaiser der vietnamesischen Nguyễn-Dynastie. Am 2. August 1884 wurde er als Kaiser inthronisiert und bekleidete dieses Amt bis effektiv zum 4. Juli 1885, formal aber länger, eventuell bis zur Inthronisation seines Nachfolgers am 19. September 1885. Sein eigentlicher Name war Nguyễn Phúc Ưng Lịch, auch Nguyễn Phúc Minh, als Ärabezeichnung wählte er Hàm Nghi. Seine unter diese Devise gestellte Ära begann am 15. Februar 1885 und endete mit dem 18. September 1885.

## Leben
Obwohl in der „violetten verbotenen Stadt“ Huế geboren, wuchs der spätere Kaiser – ein jüngerer Bruder seines Vorgängers in diesem Amt, Kaiser Kiến Phúc, – in ärmlichen Umständen auf. Nach der Ermordung seines kaiserlichen Bruders am 1. August 1884 wählten die Franzosen den kaum Dreizehnjährigen als vermeintlich willfährigen Nachfolger aus. Er wurde am 2. August 1884 inthronisiert.
Am 4. Juli 1885 brach die Revolte der Mandarine unter Führung von Nguyễn Văn Tường und Tôn Thất Thuyết aus. Sie stürmten den Palast und entführten Kaiser Hàm Nghi zusammen mit drei Prinzessinnen. Sie wurden zu den Hügeln und Dschungeln um Laos gebracht, um gegen die französische Besatzungsmacht einen Guerillakrieg zu führen, für den der entführte Kaiser Symbolfigur sein sollte. Um dem Aufstand diese Legitimation zu entziehen, entschieden sich die Franzosen, ihn als Kaiser durch seinen Bruder Nguyễn Phúc Ưng Kỷ zu ersetzen, der am 19. September 1885 inthronisiert wurde und die Ärabezeichnung Đồng Khánh wählte.
Ungeachtet seiner Entführung machte Hàm Nghi sich das Anliegen der Aufständischen zu eigen, die französischen Kolonialherren zu vertreiben. In höherem Maße sogar, als die Mandarine, die den Aufstand ausgelöst hatten, denen es vorrangig um ihre persönlichen Interessen ging. Nachdem die Aufständischen eine Reihe von Rückschlägen erlitten hatten und zusammengeschmolzen waren, wurde Hàm Nghi jedoch 1888 von seinem Leibwächter verraten und an das französische Kolonialregime ausgeliefert. Da er nicht bereit war, mit diesem zusammenzuarbeiten, wurde er am 13. August 1888 nach Algerien verbracht. Dort heiratete er am 4. November 1904 die französische Algerierin Marcelle Laloë (1884–1974). Sie bekamen drei Kinder, Prinzessin Như Mai (1905–1999), Prinzessin Như Lý (1908–2005) und Prinz Minh Đức (1910–1980).
Die Sozialistische Republik Vietnam sandte im Jahr 2000 eine Gesandtschaft nach Frankreich, um Prinzessin Như Lý (Komtesse De La Besse) um die Erlaubnis zu bitten, die Überreste ihres Vaters in die frühere Kaiserstadt Huế zu überführen. Ihre Familie verweigerte dies jedoch.